# Ruengrit McIntosh
Willy McIntosh (tiếng Thái: วิลลี่ แมคอินทอช; sinh ngày 4 tháng 4 năm 1970 tại Bangkok, Thái Lan) là diễn viên điện ảnh người Thái Lan lai Scotland. Anh là người dẫn chương trình lẫn thực hiện một số phim ảnh như Saranae Show, Saranae Siblor and Saranae hen phi.

## Tiểu sử
McIntosh sinh ra có bố là người Scotland, mẹ người Thái. Em gái là nữ diễn viên nổi tiếng Kathaleeya McIntosh. Năm 2006, McIntosh đám cưới với người mẫu Geraldine Ricondell. Họ có chung con trai.
Ngày 12/04/2021, Willy đã xác nhận dương tính Covid-19.

## Phim tham gia

### Phim điện ảnh
| Năm  | Tựa                                    | Vai            | Với                                                            |
| ---- | -------------------------------------- | -------------- | -------------------------------------------------------------- |
| 2021 | Dark World                             | Gwin           | Yuthana Puengklarng, Sammy Cowell, Chaiyapol Julien Poupart    |
| 2017 | Saranae Love You Phi vụ trộm kim cương | Rang           |                                                                |
| 2012 | Saranae Osekkai                        |                |                                                                |
| 2010 | Saranae Sawhee                         | (nhà sản xuất) | Mario Maurer, Patcharapa Chaichua                              |
| 2010 | Saranae Siblor                         | Rang           | Mario Maurer, Araya A. Hargate                                 |
| 2009 | Saranae Hao Peng !!                    | Willie         |                                                                |
| 1995 | Extreme: Chao Phraya Dragon Part 2     |                |                                                                |
| 1995 | Miracle of Love                        |                | Sarunyoo Wongkrachang, Sinjai Plengpanich, Nusaba Wanichangkul |
| 1990 | Young people                           | Kris           | Lalita Punyopas                                                |
| 1989 | Tanya The Naughty Witch                | Atsawin        |                                                                |

### Phim truyền hình
| Năm  | Tựa | Vai                              | Đóng với                                    | Đài          |
| ---- | --- | -------------------------------- | ------------------------------------------- | ------------ |
|      | Lay Luntaya                                                                                              |                                  |                                             | CH8          |
|      | Fah Tharn Tawan                                                                                          |                                  |                                             | AmarinTV     |
|      | Sisa Marn                                                                                                | Dr. Piti Wichianphat             | Yardthip Rajpal                             | CH8          |
| 2022 | The War of Flowers                                                                                       | Warut                            | Sonia Couling & Metinee Kingpayom           | GMM25        |
| 2021 | Ruk Nirun Juntra Tình yêu vĩnh hằng                                                                      | Matthew                          | Rinlanee Sripen                             | CH3          |
| 2021 | Tawan Tok Din                                                                                            | Wet                              | Chiranan Manochaem                          | AmarinTV     |
| 2021 | Reya Cánh hoa danh vọng                                                                                  | Bill                             | Chermarn Boonyasak                          | CH8          |
| 2020 | Khun Mae Mafia                                                                                           | Phayak                           | Marsha Vadhanapanich                        | GMM25        |
| 2020 | Lady Bancham Quý cô xinh đẹp                                                                             | Phatra (bố Top)                  |                                             | OneHD        |
| 2020 | Club Friday The Series 12: Rak Nai Raeng Kaen                                                            | Mek                              | Sonia Couling & Rujira Chuaykua             | GMM25        |
| 2020 | Bad Genius: The Series                                                                                   | Ake (bố Pat)                     |                                             | OneHD        |
| 2020 | Why R U?                                                                                                 | Bố của Fighter                   |                                             | LineTV/OneHD |
| 2019 | Songkram Nak Pun 2 Cuộc chiến Producer 2                                                                 | Chun                             |                                             | OneHD        |
| 2019 | Luk Krung Khúc tình ca                                                                                   | Pakorn                           |                                             | OneHD        |
| 2018 | Songkram Nak Pun Cuộc chiến Producer                                                                     | Chun                             | (khách mời)                                 | OneHD        |
| 2018 | Bann Pun Dao                                                                                             | Charles Robert                   |                                             | CH7          |
| 2018 | Barb Ruk Tình yêu lầm lỗi                                                                                | Leryot / "Yot"                   | Suvanant Kongying                           | OneHD        |
| 2018 | Khun Por Jorm Sa                                                                                         | Panin                            | Piyathida Woramusik                         | GMM25        |
| 2018 | Duang Jai Nai Fai Nhao Trái tim trong lửa lạnh                                                           | Mr. Frank                        |                                             | CH3          |
| 2018 | Sampat Ruttikan                                                                                          | Pratin Detkamhang                |                                             | GMM25        |
| 2018 | Seua Chanee Gayng 3 Bộ ba sở thú 3                                                                       | Steve                            | (khách mời) - ep.1,35,36                    | OneHD        |
| 2017 | Ways To Protect Relationship (ep.3)                                                                      |                                  | Korapat Kirdpan                             | GMM25        |
| 2017 | Club Friday Celeb's Stories: Returning Sự trở về                                                         | Nij Nirand                       | Penpak Sirikul & Manatsanun Panlertwongskul | GMM25        |
| 2017 | Mae Liang Diew Huajai Frung Fring                                                                        | Chitsanu                         | Jittapa Jampatom                            | CH3          |
| 2017 | Seua Chanee Gayng 2 Bộ ba sở thú 2                                                                       | Steve                            | (khách mời) - ep.15                         | OneHD        |
| 2017 | Yes, I do                                                                                                | Dr. John Sawangboon Na Ayudhya   | Paopetch Jarernsuk & Alisa Kunkwaeng        | OneHD        |
| 2017 | Paragit Ruk Series: Yeut Fah Ha Pigat Ruk Sứ mệnh tình yêu: Chiếm lĩnh bầu trời tìm kiếm tọa độ tình yêu | Mr. Jason                        |                                             | CH7          |
| 2017 | Paragit Ruk Series: Niew Hua Jai Sood Glai Puen Sứ mệnh tình yêu: Khoảnh khắc định mệnh                  | Mr. Jason                        |                                             | CH7          |
| 2017 | Cheewit Puer Kah Huajai Puer Tur Cuộc sống sát thủ, tim này trao em                                      | Thanatat                         |                                             | OneHD        |
| 2017 | Plerng Kritsana The Series: Pah Kammathep Bùa yêu                                                        | Sadom                            | Piyathida Woramusik                         | GMM25        |
| 2016 | Patiharn {Seg 4: Love Never Dies }                                                                       | Manas                            | (khách mời)                                 | PPTV36       |
| 2016 | City of Light: The O.C. Thailand Bangkok, nơi tình yêu bắt đầu                                           | Saran                            | Nusaba Wanichangkul                         | OneHD        |
| 2015 | Poo Ying Khon Nun Chue Boonrawd                                                                          | Prince Yuttana                   | Sirapan Wattanajinda                        | OneHD        |
| 2015 | Seu Rissaya Đoạt tình                                                                                    | Passakorn                        | Piyathida Woramusik                         | OneHD        |
| 2015 | Club Friday The Series 5: Secret of the 3 of Us                                                          | Korn                             | Lalita Punyopas & Chaiyapol Poupart         | GMM25        |
| 2010 | Opas | (Ep.15)                          | (khách mời)                                 | CH9          |
| 2009 | Soot Sanaeha Công thức tình yêu                                                                          | Anucha Sophat / "Lek"            | Sonia Couling                               | CH3          |
| 2008 | Soo Fun Nirundorn                                                                                        | Kawin                            | Lalita Punyopas                             | CH3          |
| 2005 | Sapai Ka Fak                                                                                             | Traikhun                         | Pornchita Na Songkhla                       | CH3          |
| 2005 | Jay Dun Chun Ruk Tur                                                                                     | Peemai                           | Marsha Vadhanapanich                        | CH3          |
| 2004 | Kor Plik Fah Tarm Lah Tur                                                                                |                                  | Marsha Vadhanapanich                        | CH3          |
| 2003 | 2 ผู้ยิ่งใหญ่                                                                                                 |                                  | Natthamonkarn Srinikornchot                 | CH3          |
| 2002 | Wiwa Salub Rak                                                                                           | Wat                              | Angie Hastings                              | CH3          |
| 2002 | 5 Kom | Police Major Don                 | Sunisa Jett                                 | CH3          |
| 2001 | Nang Rai Chuyện tình nàng phản diện                                                                      | Pawapope / "Pope"                | Janjira Joojang                             | CH3          |
| 2001 | Kark Petch                                                                                               | Teywa                            | Buachompoo Ford                             | CH3          |
| 2000 | Manee Yard Fah Công chúa Areeya                                                                          | Charnchon Piriyapon              | Ann Thongprasom                             | CH3          |
| 1999 | Ruk Lae Patubai                                                                                          | Trapoom                          | Lalita Punyopas                             | CH3          |
| 1999 | Por: Kwarm Fun Un Soong Sood                                                                             | Methit                           | Janista Lewchalermwong                      | CH5          |
| 1998 | Jark Fun Su Nirandon                                                                                     | Trai                             | Ann Thongprasom                             | CH3          |
| 1998 | Por Pla Lai                                                                                              | Oulit / "Lit"                    | Siriam Pakdeedumrongrit                     | CH3          |
| 1998 | Fai Luang                                                                                                | Naparoot                         | Sarocha Watitapun                           | CH3          |
| 1997 | Tam Hua Jai Pai Sood Lah                                                                                 | Karim                            | Lalita Punyopas                             | CH3          |
| 1996 | Sai See Plerng Cát rực lửa                                                                               | Charles / Chan                   | Lalita Punyopas                             | CH3          |
| 1996 | Ruk Diow Kong Jenjira                                                                                    | Jao Rangsiman                    | Siriluk Pongchoke                           | CH3          |
| 1995 | Fai Tang See                                                                                             | Mike                             | Lalita Punyopas                             | CH3          |
| 1995 | Nimit Haeng Rak                                                                                          | Chai                             | Lalita Punyopas                             | CH3          |
| 1995 | Muean Khon La Fark Fah Tựa như hai phương trời                                                           | Chitnarong / "Chit"              | Chintara Sukapatana                         | CH3          |
| 1994 | Prasard Mued                                                                                             | Doctor Parote                    | Lalita Punyopas                             | CH3          |
| 1993 | Reun Ram                                                                                                 | Khun Muang / Khun Prapat / Willy | Kamolchanok Komoltithi                      | CH7          |

## Chương trình
- Salanae Show
- Bang Cha Kreng
- Ha Cha Kreng
- Rat Chat News
- Nang Yarng Show
- Seub Sadet
- Game Zone
- Fantasy Mee Hang
- Samakom Chomdao: The Willy
- I See U
- Miss Universe Thailand 2014
- Hollywood Game Night

## Đại sứ thương hiệu
- Suan Siam Park (1986)
- Nivea (1989)
- Rejoice Shampoo (1992)
- Clorets (1995-2001)
- Lipton Tea (1995)
- Clairol Shampoo (1996)
- Honda City (1996)
- Bigen Cream Color (2001)
- Tawan Snack (2006-2011)
- Omo Plus (2007-2012)